# Salsa barbecue
La salsa barbecue o salsa per barbecue è una salsa agrodolce utilizzata come condimento e comunemente applicata sulla carne cotta alla griglia nella modalità barbecue.

## Storia

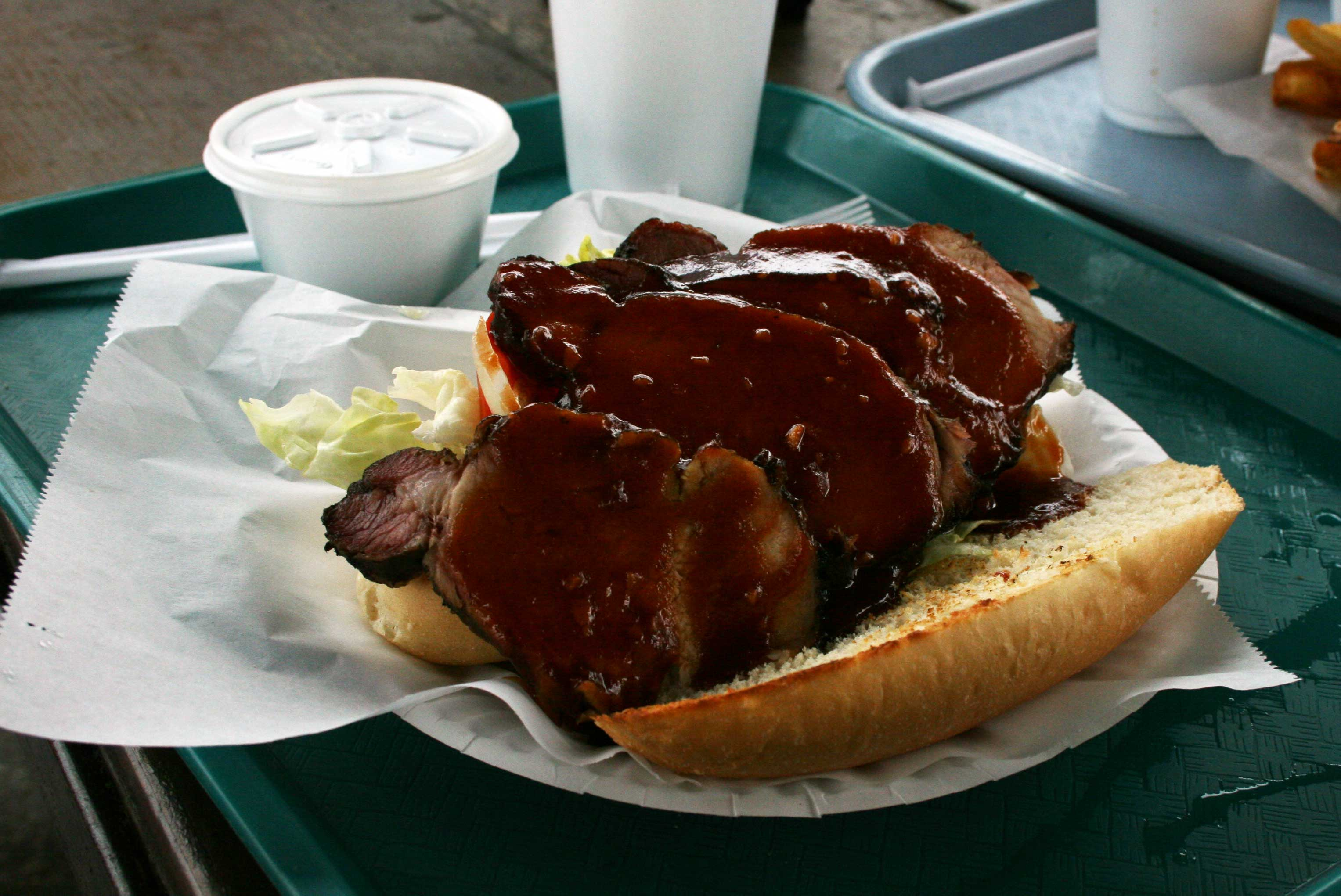
Lombo di maiale con salsa barbecue

Probabilmente fu inventata tra il XIX e il XX secolo negli Stati Uniti dai coloni d'origine europea. La prima standardizzazione storica della sua ricetta avvenne contemporaneamente con la sua commercializzazione, nel 1926, ma divenne popolare soprattutto dopo che la H. J. Heinz Company ne realizzò una propria versione industriale, nel 1948.

## Preparazione[5]
Le ricette agrodolci e agropiccanti per produrla sono tante e con variazioni ad libitum.

### Ricetta
Emulsionare il ketchup, il succo di limone, l'aceto, la salsa Worcestershire e lo zucchero. Cuocere a fuoco moderato e lasciare sobbollire per circa 15 minuti; aggiungere il miele e lasciare sobbollire per altri 10 minuti. Una volta che la salsa sarà addensata toglierla dal fuoco e aggiungere lo sciroppo d'acero.

### Salsa barbecue composta
Per ottenere 400 ml di salsa, fa soffriggere in un saltiere svasato (sauteuse) una cipolla e uno spicchio d'aglio tritato in 40 g di burro senza colorire; aggiungere pian pianino 250 ml di birra, due cucchiai di salsa Worcestershire, due cucchiai di zucchero integrale di canna, due cucchiai di aceto di vino, il succo di mezzo limone, un cucchiaio di salsa di soia (shōyu), 160 g di salsa di pomodoro, un cucchiaino di sale, un cucchiaino di paprica, un cucchiaino di pepe bianco, tabasco o pepe di Caienna a piacere, un cucchiaino di peperoncino in polvere, un cucchiaino di tequila, mezzo cucchiaino di senape in polvere, mezzo cucchiaino di rosmarino secco in polvere; mescolare bene e cuocere per circa mezz'ora a fuoco moderato; diluire la salsa con birra se è troppo densa; passare la salsa e conservare in frigorifero.